# シンド語
シンド語（シンドご、シンド語: سنڌي, सिन्धी、英語: Sindhi language）は、パキスタンにあるシンド州の公用語。シンディー語、スィンディー語とも呼ばれる。パキスタンに1850万人、インドに280万人の話者がいる。インド国内での話者数はそれほど多くないが、1967年にインド憲法の第8付則に定められた指定言語に加えられた。パキスタンのシンド語話者のほとんどはシンド州にすんでいる。1947年にインドとパキスタンが英領植民地から分離独立した際にシンド州はパキスタン側に属する事となり、この土地に住む人々の一部（多くがヒンドゥー教徒）がインドをはじめとする外国に移住したため、世界各地にシンド語話者のコミュニティーが点在している。
パキスタンの南東部にあるシンド州には、シンド語を母語として話すものが多く、初等学校では必修科目として教えられている。シンド語の語彙は非常に豊富なため多くの作家がこの言語を用い、シンド語の文学や詩が多く残っている。

## 特徴
インド・アーリア語派の言語であるが、周囲を別のインド・アーリア語族の言語や、ドラヴィダ語族のブラーフイー語、イラン語派のバローチー語やパシュトー語などに囲まれており、歴史的にもさまざまな民族の支配を受けてきたため、さまざまな言語の影響を受けている。特にペルシア語やアラビア語、英語、ウルドゥー語などの影響が強い。
音声や文法はほかのインド・アーリア語派の言語と共通する点も大きいが、入破音の存在など、独自の点もある。

## 表記
パキスタンではペルシア文字を改良した文字で書かれる。ウルドゥー文字と異なり、通常はナスフ体を用いる。また、ウルドゥー文字と同じ音であっても異なる文字を使う。帯気音のための専用の文字が（gh jh ṛh を除いて）用意されており、また入破音のための文字があるので、18文字という大量の文字が追加されている。
インドでは1948年にデーヴァナーガリー文字を用いることが決められた。入破音は有声無気音の文字の下に下線を引くことで表される。
歴史的には他にもさまざまな文字体系が使われた。

## 音韻

### 子音
ウルドゥー語などに比べると、シンド語の子音体系は入破音 /ɓ ʄ ɗ ɠ/ を持つところに特徴がある。
鼻音は5種類(/ŋ ɲ ɳ n m/、鼻母音までいれると6種類)を音韻的に区別する（ほかのインド・アーリア語派の言語では、文字の上では区別しても、音韻的には2種類が3種類しか区別がないのが普通）。

### 母音
シンド語には10の母音が存在する。ただし、/ɛ ɔ/ は主に外来語に現れ、/e o/ と区別されないことも多い。